# Edificio Esplanada
El Edificio Esplanada es un edificio de viviendas ubicado en la ciudad de Porto Alegre, Brasil. Es la única obra modernista residencial del arquitecto uruguayo Román Fresnedo Siri en Brasil. Esta construcción fue uno de los paradigmas para la arquitectura residencial en los años 1950 en el cono sur de aquel país.
Es una construcción con cuatro bloques, uno en la avenida Independência, dos en la rúa Ramiro Barcelos y uno en la rúa Andre Puente. Cada bloque cuenta con 30 apartamentos, en número de dos por piso. Las salas de fiesta y salas de barbacoas en las terrazas.
Añade el modelo contenido en la unidad de habitación, en Marsella, subrayando el concepto de  habitaciones agregadas a los servicios y tiendas.